# Еліфалет Ремінгтон
Еліфалет Ремінгтон (28 жовтня 1793 – 12 серпня 1861) американський інженер, який створив компанію Remington Arms. Спочатку компанія мала назву E. Remington потім E. Remington & Son, а ще пізніше E. Remington and Sons.

## Ранні роки

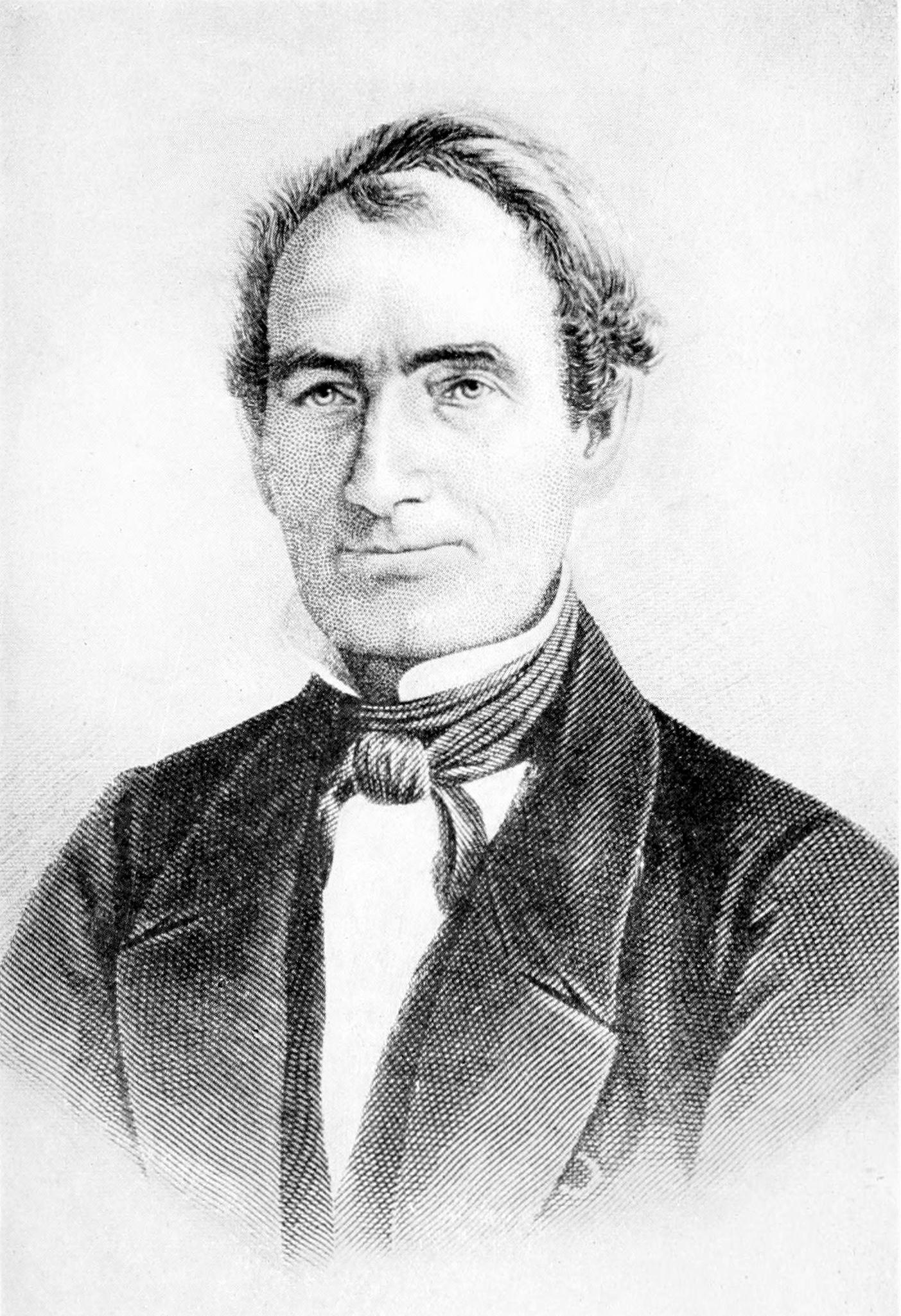
Еліфалет Ремінгтон

Еліфалет Ремінгтон II народився в 1793 році в місті Саффілд, штат Коннектикут. Він був другої дитиною з чотирьох, які вижили (але єдиний син) Елізабет (уроджена Кілборн) та Еліфалета Ремінгтонів, які походили з Йоркшира, Англія.
Еліфалет II пішов по стопам батька і почав займатися ковальством у сімейній сільській кузні в окрузі Геркаймер, штат Нью-Йорк. Родинний дім було побудовано в 1810 році в Кінне-Корнерс, штат Нью-Йорк, який став відомим як Дім Ремінгтонів і був занесений до Національного реєстру історичних місць в 1997 році.

## Співзасновник компанії Remington
Молодий Ремінгтон працював у кузні з батьком, а в 23 роки зробив кременеву рушницю, використавши придбаний у зброяра кременевий замок, але зробивши ствол власноруч.
Гвинтівка отримала такий відгук, що Ремінгтон вирішив випускати її в великій кількості. В 1840 року, коли три його сини почали більш активно працювати в сімейному бізнесі, він відкрив фірму E. Remington and Sons, якою він керував до своєї смерті в 1861 році.
Компанія продовжила рости і випускати продукцію та поступово почала випускати інші спортивні речі, наприклад, велосипеди. Компанія існувала під назвою Remington Arms до банкрутства в 2020 році.

## Особисте життя
Ремінгтон одружився з Ебігейл Паддок (1790–1841) і у них народилося п'ять дітей: Філо Ремінгтон, Еліфалет Ремінгтон III, Семюел Ремінгтон, Мері Енн Ремінгтон і Нарія Ремінгтон. Він жертвував значні суми грошей новоствореному Сіракузькому університету.